# All I Can Do
All I Can Do är ett studioalbum av Dolly Parton, släppt i maj 1976.

## Albumbakgrund
Förutom åtta låtar skrivna av Dolly Parton själv innehåller albumet även två coverversioner: Emmylou Harris' "Boulder to Birmingham" och Merle Haggards "Life's Like Poetry". Albumet släpptes i en tid då skvallerpressen började skriva allt mer om Dolly Parton, och "Shattered Image" ansågs vara ett svar på det, med textraden "stay out of my closet if your own's full of trash" ("Håll dig borta från min garderob om din egen är full av skräp"). "The Fire That Keeps You Warm" spelades ursprungligen in av Dolly Parton och Porter Wagoner 1974 på albumet Porter 'n' Dolly.
Albumet var det sista där Porter Wagoner angavs som producent.
Albumet nominerades till en Grammy för bästa kvinnliga sånginsats inom country.
Dolly Parton gjorde en nyinspelning av "Shattered Image" för albumet Halos & Horns 2002. "Falling out of Love With Me" spelades 2004 in som cover av countryrockbandet Pinmonkey, med sång av Dolly Parton.
Titelspåret nådde som högst placeringen #3 på USA:s countrylista. "Hey, Lucky Lady" släpptes också som singel.
I samband med konsertturnén An Evening with Dolly Parton 2006–2007 släppte BMG Germany (en avdelning inom Sony/BMG) albumet för första gången på CD. Det släpptes tillsammans med albumet New Harvest - First Gathering från 1977.

## Låtlista
1. "All I Can Do"  (Dolly Parton)
2. "The Fire That Keeps You Warm" (Dolly Parton)
3. "When The Sun Goes Down Tomorrow" (Dolly Parton)
4. "I'm A Drifter" (Dolly Parton)
5. "Falling Out Of Love With Me" (Dolly Parton)
6. "Shattered Image" (Dolly Parton)
7. "Boulder To Birmingham" (Emmylou Harris)
8. "Preacher Tom" (Dolly Parton)
9. "Life's Like Poetry" (Merle Haggard)
10. "Hey, Lucky Lady" (Dolly Parton)